# این عشق (ترانه تیلور سوئیفت)
«این عشق» (انگلیسی: This Love) ترانه‌ای است که خواننده-ترانه‌سرای آمریکایی تیلور سوئیفت برای پنجمین آلبوم استودیویی خود، ۱۹۸۹ نوشته و ضبط کرده‌است. سوئیفت این ترانه را خودش نوشته و آن را با همکار دیرینه‌اش، نیتن چپمن، تهیه‌کنندگی کرده‌است. نسخهٔ اصلی این ترانه در تبلیغات ویکتوریا سیکرت سال ۲۰۱۵ نمایش داده شد.
ضبط مجدد این ترانه با عنوان «این عشق (نسخهٔ تیلور)» در ۶ مهٔ ۲۰۲۲ از طریق ریپابلیک رکوردز منتشر شد. از این نسخه در تریلر مجموعهٔ تلویزیونی ساخته شده توسط پرایم ویدئو یعنی تابستانی که در آن زیبا شدم استفاده شد. ضبط مجدد «این عشق» بخشی از برنامهٔ سوئیفت برای به دست آوردن مالکیت آثار پیشین خود، پس از اختلاف بر سر مالکیت مستر شش آلبوم اول خود است.

## این عشق (نسخه تیلور)
نسخه ضبط شده مجدد «این عشق»، با عنوان «این عشق (نسخه تیلور)»، توسط سوئیفت در ۶ مه ۲۰۲۲ از طریق ریپابلیک رکوردز منتشر شد. این آهنگ بخشی از موسیقی دوباره ضبط شده از سوئیفت است که در پی اختلاف بر سر مالکیت شش آلبوم قبلی او است.

### پس زمینه و انتشار
به دنبال اختلاف با بیگ مشین رکوردز در سال ۲۰۱۹ بر سر حقوق استادان شش آلبوم اول استودیویی خود، از جمله سال ۱۹۸۹، سوئیفت هدف خود را برای ضبط مجدد هر یک از این آلبوم‌ها اعلام کرد. قطعه‌ای از «این عشق (نسخه تیلور)» در تریلر سریال اصلی پرایم ویدئو (تابستانی که در آن زیبا شدم) که در ۵ مه ۲۰۲۲ منتشر شد، نمایش داده شد.
مدت کوتاهی پس از انتشار تریلر، سوئیفت در حساب‌های رسانه‌های اجتماعی خود پست کرد و تاریخ انتشار این آهنگ را ۶ مه اعلام کرد. مدت کوتاهی پس از آن، کالاها با مضمون ۱۹۸۹ و آلبوم سوئیفت حالا صحبت کن (۲۰۱۰) منتشر شد، با یک تک‌آهنگ دیجیتالی برای "این عشق (نسخه تیلور)" در میان محصولات بود.

### پذیرش انتقادی
ابی جونز از کانس‌کوئنس می‌نویسد: «این عشق (نسخه تیلور)» نسخه ۲۰۱۴ را «از یک سبک پاپ مصنوعی به یک سفر سینمایی تمام عیار می‌برد، مناسب برای یک مونتاژ دوران بلوغ پر از آتش بازی، اولین بوسه‌ها و پیاده‌روی طولانی در ساحل.»" در همین حال، توماس میر و کار بوزا از رولینگ استون به بهبود صدای سوئیفت نسبت به نسخه ۲۰۱۴ اشاره می‌کنند، و صدای او را با عنوان «محل درخشش داده شده»، «قوی‌تر و با طنین شاداب‌تر» می‌نویسند. در نسخه دوباره ضبط شده.